# Man of Steel Award
De Man of Steel Award is de jaarlijkse toekenning voor de beste rugbyspeler in de Super League (Europa). Sinds het begin in 1977 wordt de prijs gegeven aan de meest kwalitatieve speler. De Man of Steel wordt jaarlijks gekozen door de pers en leden van de Rugby Football League (RFL). Hij wordt vaak toegekend aan de speler met de meest gescoorde tries, de aanvoerder van het winnende team of aan een groot internationaal speler.
Bij de keuze van de winnaar wordt niet gekeken naar het land of club van de speler. Onder de winnaars zijn Australische en Nieuw-Zeelandse spelers. Ook kan een speler de prijs winnen zonder dat zijn club een beker of toernooi heeft gewonnen. 

## Lijst van winnaars
| Jaar | Nat. | Winnaar          | Club                |
| ---- | ---- | ---------------- | ------------------- |
| 1977 | ENG  | David Ward       | Leeds               |
| 1978 | ENG  | George Nicholls  | St Helens           |
| 1979 | ENG  | Doug Laughton    | Widnes              |
| 1980 | SCO  | George Fairbairn | Wigan               |
| 1981 | ENG  | Ken Kelly        | Warrington          |
| 1982 | ENG  | Mick Morgan      | Carlisle            |
| 1983 | ENG  | Allan Agar       | Featherstone Rovers |
| 1984 | ENG  | Joe Lydon        | Widnes              |
| 1985 | ENG  | Ellery Hanley    | Bradford Northern   |
| 1986 | AUS  | Gavin Miller     | Hull KR             |
| 1987 | ENG  | Ellery Hanley    | Wigan               |
| 1988 | ENG  | Martin Offiah    | Widnes              |
| 1989 | ENG  | Ellery Hanley    | Wigan               |
| 1990 | ENG  | Shaun Edwards    | Wigan               |
| 1991 | ENG  | Garry Schofield  | Leeds               |
| 1992 | NZL  | Dean Bell        | Wigan               |
| 1993 | ENG  | Andy Platt       | Wigan               |
| 1994 | WAL  | Jonathan Davies  | Warrington          |
| 1995 | ENG  | Denis Betts      | Wigan               |
| 1996 | ENG  | Andrew Farrell   | Wigan               |
| 1997 | ENG  | James Lowes      | Bradford Bulls      |
| 1998 | WAL  | Iestyn Harris    | Leeds               |
| 1999 | AUS  | Adrian Vowles    | Castleford          |
| 2000 | ENG  | Sean Long        | St Helens           |
| 2001 | ENG  | Paul Sculthorpe  | St Helens           |
| 2002 | ENG  | Paul Sculthorpe  | St Helens           |
| 2003 | ENG  | Jamie Peacock    | Bradford Bulls      |
| 2004 | ENG  | Andrew Farrell   | Wigan               |
| 2005 | AUS  | Jamie Lyon       | St Helens           |
| 2006 | ENG  | Paul Wellens     | St Helens           |
| 2007 | ENG  | James Roby       | St Helens           |